# جون كولين (لاعب كرة قاعدة)
جون كولين (بالإنجليزية: John Cullen)‏ هو لاعب كرة قاعدة أمريكي، ولد في 9 يوليو 1854 في نيو أورلينز في الولايات المتحدة، وتوفي في 11 فبراير 1921 في وكياه في الولايات المتحدة.

## وصلات خارجية
- جون كولين على موقعبيزبول رفرنس.كوم (الدوري الرئيسي) (الإنجليزية)